# Calendrier cappadocien

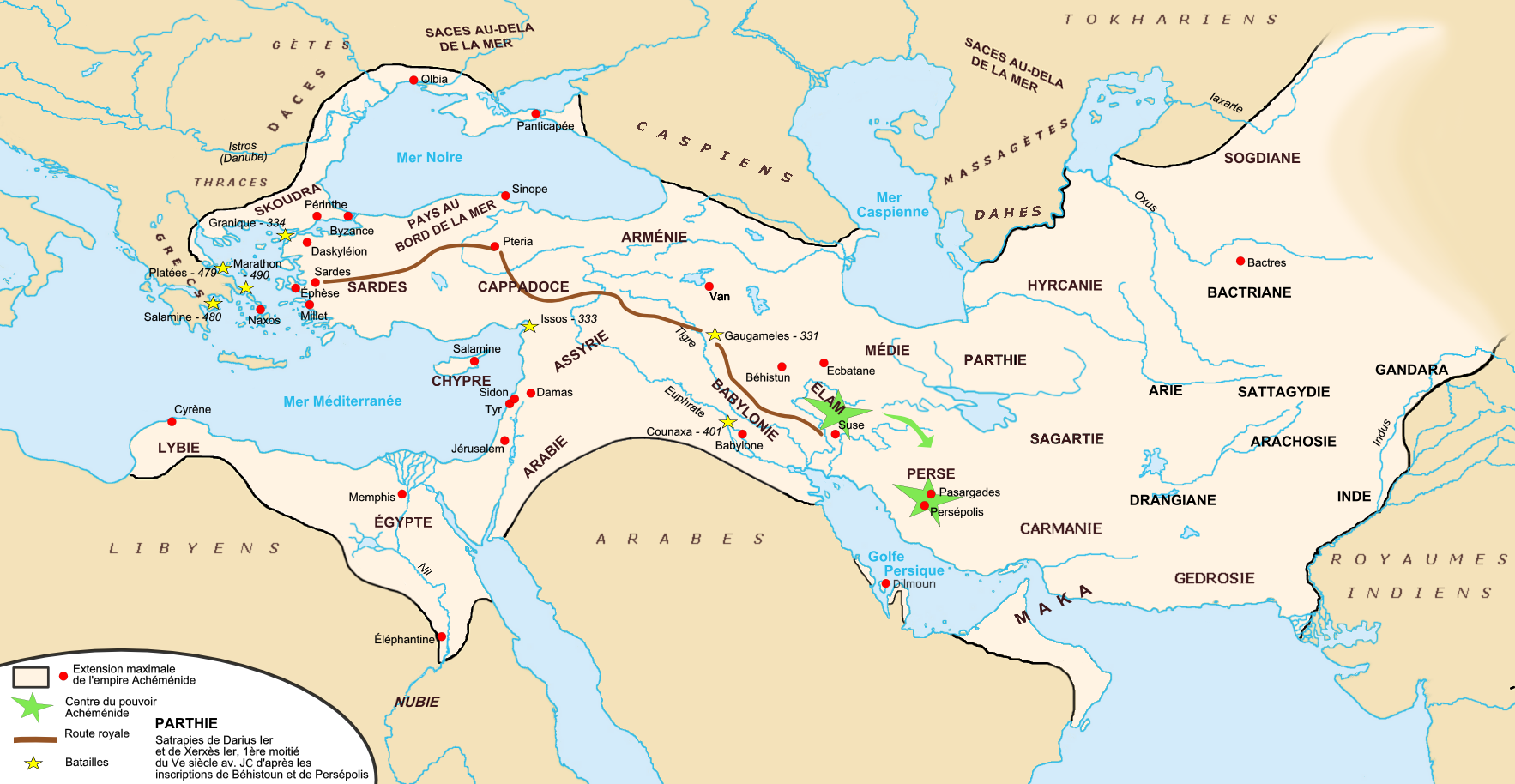
Carte de l'extension maximale de l'Empire achéménide dans la première moitié du

Le calendrier cappadocien est un calendrier solaire issu du calendrier perse zoroastrien. Il tire son nom de la Cappadoce, une région historique aujourd'hui en Turquie, où il était en usage. Le calendrier, qui compte 12 mois de 30 jours chacun et cinq jours épagomènes, nait entre 550 et 330 av. J.-C., alors que la Cappadoce fait partie de l'Empire perse achéménide. Le calendrier cappadocien est identique au calendrier zoroastrien, comme l'illustrent sa structure, les noms avestiques et l'ordre des mois, reflétant ainsi l'influence culturelle iranienne sur la région. Le calendrier est adapté au calendrier julien au cours du premier siècle av. J.-C., mais il se maintient jusqu'à l'Antiquité tardive à travers les écrits d'astronomes grecs.

## Contexte
Le calendrier cappadocien est manifestement conçu à une époque où la Cappadoce, une région historique de l'actuelle Turquie, est une province (satrapie) de l'Empire achéménide,,,. Il tient son nom de la région dans laquelle il était utilisé. Il n'y a pas de consensus quant à la date précise de son début : pour l'historien Josef Markwart le calendrier commence en 490 av. J.-C. alors que pour le philologue Jacques Duchesne-Guillemin il commence entre 490 et 480 av. J.-C.. C'est un calendrier solaire de 360 jours divisés en 12 mois suivis de cinq jours épagomènes,,.
Le calendrier est une imitation du calendrier zoroastrien,,  ; les Perses étant le groupe politique dominant en Cappadoce à l'époque, il devient le principal calendrier de la région et survit en tant que tel dans le royaume de Cappadoce. Bien que le passage du temps et les différences dialectiques locales entraînent des changements mineurs dans l'orthographe, les noms des mois du calendrier cappadocien sont presque identiques à ceux du calendrier zoroastrien (avestique). Les Perses de Cappadoce parlant iranien occidental, les noms des mois en cappadocien (en) apparaissent, sous certains aspects, comme linguistiquement plus proches de l'orthographe du moyen perse (ou pahlavi) que des formes avestiques. Les formes cappadociennes, cependant, sont plus archaïques et sont ainsi plus proches des formes avestiques.
Le calendrier cappadocien est la preuve d'une longue influence culturelle et religieuse iranienne en Cappadoce. Pour l'iranologue Mary Boyce, les calendriers cappadocien, moyen perse, parthe, sogdien, khwarezmien, bactrien et arménien ancien sont tous dérivés du calendrier d'état introduit par les Perses au début de la période achéménide afin d'établir des « moyens acceptés de calcul du temps pour tous leurs sujets zoroastriens ». Avec le temps, l'influence des langues locales génère des versions différentes sans changer la structure du calendrier. Le calendrier cappadocien survit à travers les textes des astronomes grecs de l'Antiquité tardive et est toujours connu au IVe siècle apr. J.-C.,,, où son usage est attesté dans une lettre de Grégoire de Nazianze qui évoque le mois de Dathousa.

## Nom des mois
| Mois, | Ancienne langue cappadocienne (en) | Avestique           | Moyen perse précoce | Moyen perse (Pahlavi) | Persan moderne |
| ----- | ---------------------------------- | ------------------- | ------------------- | --------------------- | -------------- |
| 1     | [Ar]artana                         | Fravašinąm          | Fravartīn           | Frawardīn             | Farvardīn      |
| 2     | Artegeste (Artēye<s>tē)            | Ašahe vahištahe     | Artvahišt           | Ardwahišt             | Ordībehešt     |
| 3     | Aratata                            | Haurvatātō          | Harvatāt            | Xordā̌d                | Ḵordad         |
| 4     | Teiri (Teirei)                     | Tištryahe           | Tīr                 | Tīr                   | Tīr            |
| 5     | Amartata                           | Amərətātō           | Amurtāt             | Amurdā̌d               | Mordād         |
| 6     | Sathriore (Xathriorē)              | Khšathrahe vairyehe | Šahrevar            | Šahrewar              | Šahrīvar       |
| 7     | Mithre (Mithpē)                    | Mithrahe            | Mihr                | Mihr                  | Mehr           |
| 8     | *Apomenapa                         | Āpa̧m                | Āpān                | Ābān                  | Ābān           |
| 9     | Athra                              | Āthrō               | Atur                | Ādur                  | Āḏar           |
| 10    | Dathusa (Dathousa)                 | Dathušō             | Dadv                | Day                   | Dey            |
| 11    | Osmana                             | Vaŋhə̄uš manaŋhō     | Vahuman             | Wahman                | Bahman         |
| 12    | Sondara (Sondara<mat?>)            | Spəntayå ārmatōiš   | Spendārmat          | Spandarmad            | Esfand         |

Pour Mary Boyce et l'historien Frantz Grenet, « l'exactitude générale des correspondances entre les calendriers » montre que leurs usages par les zoroastriens de Cappadoce étaient « largement uniformes ». Ils notent que les seules divergences résident en la substitution de Teiri (Teirei) au lieu de la Tištrya (en) avestique, un changement qui serait répandu dans de nombreuses communautés zoroastriennes, et la « dédicace du huitième mois » à Apąm Napāt (« fils des eaux »), qui serait ici Varuna, plutôt qu'à Apąm (« les eaux »). Boyce et Grenet écrivent que ce « mois dédié » est apparemment unique dans le calendrier cappadocien, suggérant qu'il ait pu exister une controverse entre les zoroastriens de Cappadoce sur l'élévation de Anahita au-dessus de Varuna. Ils ajoutent que ce phénomène montre que même sous la forte autorité politique créée par les Achéménides dans une région connue pour ses importantes influences religieuses perses, les prêtres perses locaux maintenait, semble-t-il, un certain degré d'autonomie sacerdotale,,.

## Adaptation au calendrier julien
Bien que le calendrier cappadocien tire son origine de la période achéménide, les preuves de son existence ne remontent qu'à l'Antiquité tardive, alors qu'il a déjà été adapté au calendrier julien,. L'historien Sacha Stern suggère qu'il aurait été adapté au calendrier julien en 44 av. J.-C., ce qui en ferait probablement le premier calendrier de l'orient romain à être « julianisé », avant même le calendrier égyptien. Même après la « julianisation » du calendrier lors de la période romaine, la date du nouvel an cappadocien était toujours « approximativement compatible avec un calendrier perse zoroastrien » et sa structure, 12 mois de 30 jours suivis de cinq jours épagomènes, est toujours basée sur ce dernier.